# إلمهورست
إلمهورست (إلينوي) (بالإنجليزية: Elmhurst, Illinois)‏ هي مدينة تقع في الولايات المتحدة في إلينوي. يقدر عدد سكانها بـ 45,171 نسمة .

## أعلام
- لاري ستيفانكي
- جيف هورناسيك
- جون هارتفيج
- ريتشل ملفين
- سينتا موسيس
- يوجين فيكتور دبس